# Marcin Niewiara
Marcin Piotr Niewiara (ur. 2 kwietnia 1981 we Wrocławiu) – polski bobsleista, olimpijczyk.
Startował na igrzyskach w Vancouver. W konkurencji dwójek razem z Dawidem Kupczykiem zajął 16. miejsce. W konkurencji czwórek jechał razem z Dawidem Kupczykiem, Pawłem Mrozem i Michałem Zblewskim. Zawody ukończyli na 14. pozycji.
Sportową karierę rozpoczął od lekkoatletyki, uprawiał biegi sprinterskie (medalista mistrzostw Polski młodzieżowców w biegu na 100 metrów).